# FA Cup 1932/33

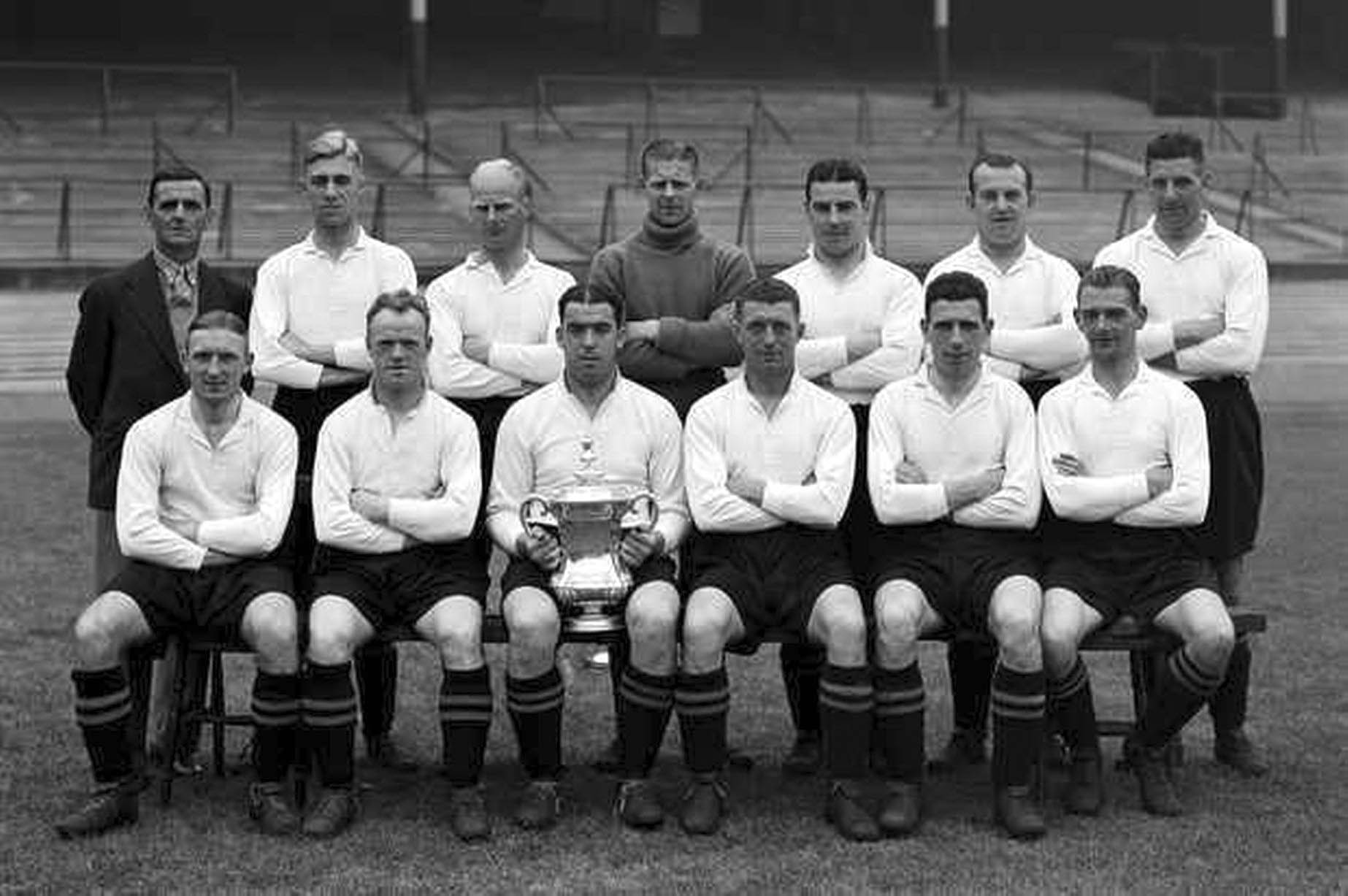
Die Siegermannschaft des FC Everton nach dem Gewinn des FA Cups (1933).

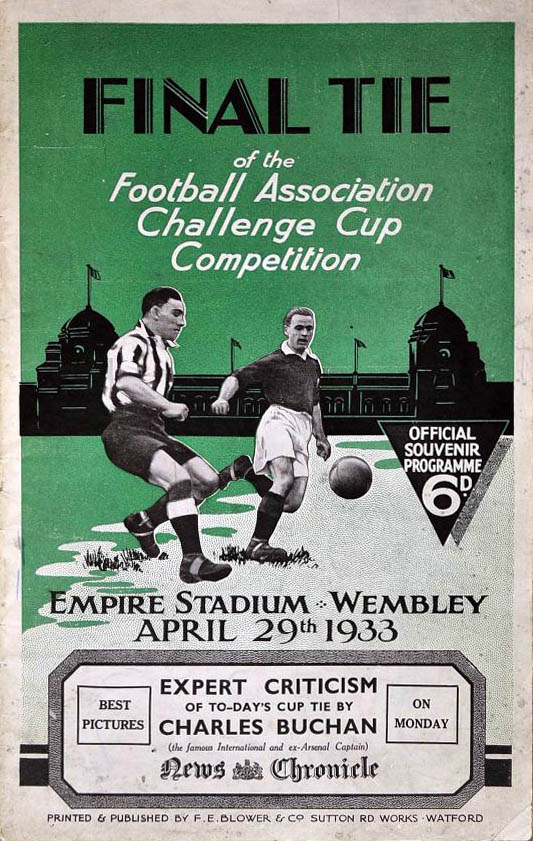
Das Spielprogramm des FA-Cup-Finals von 1933.

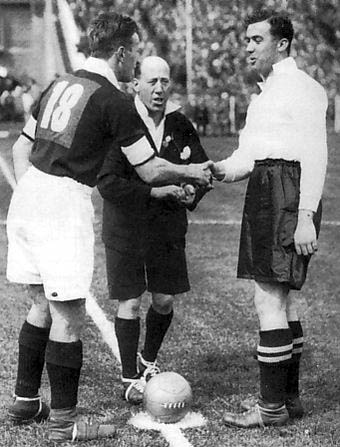
Die beiden Mannschaftskapitäne Sam Cowan und Dixie Dean vor dem Endspiel.

Der FA Cup 1932/33 war die 58. Austragung des The Football Association Challenge Cup (meist als FA Cup bekannt).
Der Pokalwettbewerb startete mit der Qualifikation zwischen dem 3. September 1932 und dem 21. November 1932. Die Hauptrunde begann anschließend ab dem 26. November 1932 und endete mit dem Finale in Wembley in London am 29. April 1933 vor einer Kulisse von offiziell 92.950 Zuschauern. Sieger des Wettbewerbs wurde zum zweiten Mal der FC Everton. Unterlegener Finalist war Manchester City.

## Wettbewerb

### Erste Hauptrunde
| Datum             |                    | Ergebnis |                           |
| ----------------- | ------------------ | -------- | ------------------------- |
| 26. November 1932 | Accrington Stanley | 2:1      | Hereford United           |
| 26. November 1932 | AFC Barrow         | 0:1      | AFC Gateshead             |
| 26. November 1932 | Bristol City       | 4:0      | FC Romford                |
| 26. November 1932 | Cardiff City       | 1:1      | Bristol Rovers            |
| 26. November 1932 | Carlisle United    | 1:0      | Denaby United             |
| 26. November 1932 | FC Chester         | 4:0      | Rotherham United          |
| 26. November 1932 | Clapton Orient     | 0:1      | FC Aldershot              |
| 26. November 1932 | Crewe Alexandra    | 4:0      | Crook Town                |
| 26. November 1932 | Crystal Palace     | 1:2      | Brighton & Hove Albion    |
| 26. November 1932 | FC Darlington      | 1:0      | Boston United             |
| 26. November 1932 | FC Dartford        | 0:0      | Yeovil & Petters United   |
| 26. November 1932 | Doncaster Rovers   | 4:1      | Gainsborough Trinity      |
| 26. November 1932 | Halifax Town       | 2:0      | FC Darwen                 |
| 26. November 1932 | FC Folkestone      | 1:0      | Norwich City              |
| 26. November 1932 | FC Gillingham      | 1:1      | Wycombe Wanderers         |
| 26. November 1932 | Guildford City     | 1:2      | Coventry City             |
| 26. November 1932 | Luton Town         | 2:2      | FC Kingstonian            |
| 26. November 1932 | FC Margate         | 5:0      | Ryde Sports               |
| 26. November 1932 | FC Marine          | 2:5      | Hartlepools United        |
| 26. November 1932 | Merthyr Town       | 1:1      | Queens Park Rangers       |
| 26. November 1932 | AFC Newport County | 4:2      | FC Ilford                 |
| 26. November 1932 | Northampton Town   | 8:1      | FC Lloyds (Sittingbourne) |
| 26. November 1932 | FC Reading         | 3:2      | FC Brentford              |
| 26. November 1932 | AFC Rochdale       | 0:2      | Stockport County          |
| 26. November 1932 | Southend United    | 1:1      | Exeter City               |
| 26. November 1932 | FC Southport       | 3:3      | FC Nelson                 |
| 26. November 1932 | Stalybridge Celtic | 2:8      | Hull City                 |
| 26. November 1932 | Swindon Town       | 4:1      | Dulwich Hamlet            |
| 26. November 1932 | Torquay United     | 0:0      | AFC Bournemouth           |
| 26. November 1932 | Tranmere Rovers    | 3:0      | AFC New Brighton          |
| 26. November 1932 | FC Walsall         | 4:1      | Mansfield Town            |
| 26. November 1932 | AFC Workington     | 5:1      | Scunthorpe United         |
| 26. November 1932 | AFC Wrexham        | 3:0      | Spennymoor United         |
| 26. November 1932 | York City          | 1:3      | FC Scarborough            |

#### Wiederholungsspiele
| Datum             |                         | Ergebnis |                 |
| ----------------- | ----------------------- | -------- | --------------- |
| 29. November 1932 | FC Nelson               | 0:4      | FC Southport    |
| 30. November 1932 | AFC Bournemouth         | 2:2      | Torquay United  |
| 30. November 1932 | Bristol Rovers          | 4:1      | Cardiff City    |
| 30. November 1932 | Exeter City             | 0:1      | Southend United |
| 30. November 1932 | FC Kingstonian          | 2:3      | Luton Town      |
| 30. November 1932 | Wycombe Wanderers       | 2:4      | FC Gillingham   |
| 1. Dezember 1932  | Queens Park Rangers     | 5:1      | Merthyr Town    |
| 1. Dezember 1932  | Yeovil & Petters United | 4:2      | FC Dartford     |
| 5. Dezember 1932  | Torquay United          | 3:2      | AFC Bournemouth |

### Zweite Hauptrunde
| Datum             |                        | Ergebnis |                         |
| ----------------- | ---------------------- | -------- | ----------------------- |
| 10. Dezember 1932 | Accrington Stanley     | 1:2      | FC Aldershot            |
| 10. Dezember 1932 | Brighton & Hove Albion | 0:0      | AFC Wrexham             |
| 10. Dezember 1932 | Bristol City           | 2:2      | Tranmere Rovers         |
| 10. Dezember 1932 | Bristol Rovers         | 1:1      | FC Gillingham           |
| 10. Dezember 1932 | Carlisle United        | 1:1      | Hull City               |
| 10. Dezember 1932 | FC Chester             | 2:1      | Yeovil & Petters United |
| 10. Dezember 1932 | Crewe Alexandra        | 0:2      | FC Darlington           |
| 10. Dezember 1932 | Halifax Town           | 2:1      | AFC Workington          |
| 10. Dezember 1932 | FC Folkestone          | 2:1      | AFC Newport County      |
| 10. Dezember 1932 | AFC Gateshead          | 5:2      | FC Margate              |
| 10. Dezember 1932 | Northampton Town       | 0:1      | Doncaster Rovers        |
| 10. Dezember 1932 | FC Reading             | 2:2      | Coventry City           |
| 10. Dezember 1932 | Southend United        | 4:1      | FC Scarborough          |
| 10. Dezember 1932 | FC Southport           | 1:2      | Swindon Town            |
| 10. Dezember 1932 | Stockport County       | 2:3      | Luton Town              |
| 10. Dezember 1932 | Torquay United         | 1:1      | Queens Park Rangers     |
| 10. Dezember 1932 | FC Walsall             | 2:1      | Hartlepools United      |

#### Wiederholungsspiele
| Datum             |                     | Ergebnis |                        |
| ----------------- | ------------------- | -------- | ---------------------- |
| 14. Dezember 1932 | FC Gillingham       | 1:3      | Bristol Rovers         |
| 14. Dezember 1932 | Tranmere Rovers     | 3:2      | Bristol City           |
| 14. Dezember 1932 | AFC Wrexham         | 2:3      | Brighton & Hove Albion |
| 15. Dezember 1932 | Coventry City       | 3:3      | FC Reading             |
| 15. Dezember 1932 | Hull City           | 2:1      | Carlisle United        |
| 15. Dezember 1932 | Queens Park Rangers | 3:1      | Torquay United         |
| 19. Dezember 1932 | FC Reading          | 1:0      | Coventry City          |

### Dritte Hauptrunde
Folgende Klubs traten erst zur dritten Hauptrunde in den Wettbewerb ein:
- Erstligisten der Football League (22): FC Arsenal, Aston Villa, FC Birmingham, Blackburn Rovers, FC Blackpool, Bolton Wanderers, FC Chelsea, Derby County, FC Everton, Huddersfield Town, Leeds United, Leicester City, FC Liverpool, Manchester City, FC Middlesbrough, Newcastle United, FC Portsmouth, Sheffield United, Sheffield Wednesday, AFC Sunderland, West Bromwich Albion & Wolverhampton Wanderers.
- Zweitligisten der Football League (22): Bradford City, Bradford Park Avenue, FC Burnley, FC Bury, Charlton Athletic, FC Chesterfield, FC Fulham, Grimsby Town, Lincoln City, Manchester United, FC Millwall, Nottingham Forest, Notts County, Oldham Athletic, Port Vale, Preston North End, Plymouth Argyle, FC Southampton, Stoke City, Swansea Town, Tottenham Hotspur & West Ham United.
- Drittligisten der Football League (2): FC Barnsley & FC Watford.
- Non-League-Vereine (1): Corinthian FC

| Datum           |                         | Ergebnis |                     |
| --------------- | ----------------------- | -------- | ------------------- |
| 14. Januar 1933 | FC Aldershot            | 1:0      | Bristol Rovers      |
| 14. Januar 1933 | FC Barnsley             | 0:0      | Luton Town          |
| 14. Januar 1933 | Birmingham City         | 2:1      | Preston North End   |
| 14. Januar 1933 | FC Blackpool            | 2:1      | Port Vale           |
| 14. Januar 1933 | Bradford City           | 2:2      | Aston Villa         |
| 14. Januar 1933 | Bradford Park Avenue    | 5:1      | Plymouth Argyle     |
| 14. Januar 1933 | Brighton & Hove Albion  | 2:1      | FC Chelsea          |
| 14. Januar 1933 | FC Bury                 | 2:2      | Nottingham Forest   |
| 14. Januar 1933 | Charlton Athletic       | 1:5      | Bolton Wanderers    |
| 14. Januar 1933 | FC Chester              | 5:0      | FC Fulham           |
| 14. Januar 1933 | Corinthian FC           | 0:2      | West Ham United     |
| 14. Januar 1933 | FC Darlington           | 2:0      | Queens Park Rangers |
| 14. Januar 1933 | Doncaster Rovers        | 0:3      | Halifax Town        |
| 14. Januar 1933 | AFC Gateshead           | 1:1      | Manchester City     |
| 14. Januar 1933 | Grimsby Town            | 3:2      | FC Portsmouth       |
| 14. Januar 1933 | Huddersfield Town       | 2:0      | FC Folkestone       |
| 14. Januar 1933 | Hull City               | 0:2      | AFC Sunderland      |
| 14. Januar 1933 | Leicester City          | 2:3      | FC Everton          |
| 14. Januar 1933 | Lincoln City            | 1:5      | Blackburn Rovers    |
| 14. Januar 1933 | Manchester United       | 1:4      | FC Middlesbrough    |
| 14. Januar 1933 | Newcastle United        | 0:3      | Leeds United        |
| 14. Januar 1933 | Oldham Athletic         | 0:6      | Tottenham Hotspur   |
| 14. Januar 1933 | Sheffield Wednesday     | 2:2      | FC Chesterfield     |
| 14. Januar 1933 | Stoke City              | 1:0      | FC Southampton      |
| 14. Januar 1933 | Swansea Town            | 2:3      | Sheffield United    |
| 14. Januar 1933 | Swindon Town            | 1:2      | FC Burnley          |
| 14. Januar 1933 | Tranmere Rovers         | 2:1      | Notts County        |
| 14. Januar 1933 | FC Walsall              | 2:0      | FC Arsenal          |
| 14. Januar 1933 | FC Watford              | 1:1      | Southend United     |
| 14. Januar 1933 | West Bromwich Albion    | 2:0      | FC Liverpool        |
| 14. Januar 1933 | Wolverhampton Wanderers | 3:6      | Derby County        |
| 18. Januar 1933 | FC Millwall             | 1:1      | FC Reading          |

#### Wiederholungsspiele
| Datum           |                   | Ergebnis |                     |
| --------------- | ----------------- | -------- | ------------------- |
| 18. Januar 1933 | Aston Villa       | 2:1      | Bradford City       |
| 18. Januar 1933 | FC Chesterfield   | 4:2      | Sheffield Wednesday |
| 18. Januar 1933 | Luton Town        | 2:0      | FC Barnsley         |
| 18. Januar 1933 | Manchester City   | 9:0      | AFC Gateshead       |
| 18. Januar 1933 | Nottingham Forest | 1:2      | FC Bury             |
| 18. Januar 1933 | Southend United   | 2:0      | FC Watford          |
| 23. Januar 1933 | FC Reading        | 0:2      | FC Millwall         |

### Vierte Hauptrunde
| Datum           |                        | Ergebnis |                      |
| --------------- | ---------------------- | -------- | -------------------- |
| 28. Januar 1933 | FC Aldershot           | 1:0      | FC Millwall          |
| 28. Januar 1933 | Aston Villa            | 0:3      | AFC Sunderland       |
| 28. Januar 1933 | Birmingham City        | 3:0      | Blackburn Rovers     |
| 28. Januar 1933 | FC Blackpool           | 2:0      | Huddersfield Town    |
| 28. Januar 1933 | Bolton Wanderers       | 2:1      | Grimsby Town         |
| 28. Januar 1933 | Brighton & Hove Albion | 2:1      | Bradford Park Avenue |
| 28. Januar 1933 | FC Burnley             | 3:1      | Sheffield United     |
| 28. Januar 1933 | FC Chester             | 0:0      | Halifax Town         |
| 28. Januar 1933 | FC Darlington          | 0:2      | FC Chesterfield      |
| 28. Januar 1933 | FC Everton             | 3:1      | FC Bury              |
| 28. Januar 1933 | Luton Town             | 2:0      | Tottenham Hotspur    |
| 28. Januar 1933 | Manchester City        | 2:0      | FC Walsall           |
| 28. Januar 1933 | FC Middlesbrough       | 4:1      | Stoke City           |
| 28. Januar 1933 | Southend United        | 2:3      | Derby County         |
| 28. Januar 1933 | Tranmere Rovers        | 0:0      | Leeds United         |
| 28. Januar 1933 | West Ham United        | 2:0      | West Bromwich Albion |

#### Wiederholungsspiele
| Datum           |              | Ergebnis |                 |
| --------------- | ------------ | -------- | --------------- |
| 1. Februar 1933 | Leeds United | 4:0      | Tranmere Rovers |
| 2. Februar 1933 | Halifax Town | 3:2      | FC Chester      |

### Fünfte Hauptrunde
| Datum            |                        | Ergebnis |                 |
| ---------------- | ---------------------- | -------- | --------------- |
| 18. Februar 1933 | Bolton Wanderers       | 2:4      | Manchester City |
| 18. Februar 1933 | Brighton & Hove Albion | 2:2      | West Ham United |
| 18. Februar 1933 | FC Burnley             | 1:0      | FC Chesterfield |
| 18. Februar 1933 | Derby County           | 2:0      | FC Aldershot    |
| 18. Februar 1933 | FC Everton             | 2:0      | Leeds United    |
| 18. Februar 1933 | Halifax Town           | 0:2      | Luton Town      |
| 18. Februar 1933 | FC Middlesbrough       | 0:0      | Birmingham City |
| 18. Februar 1933 | AFC Sunderland         | 1:0      | FC Blackpool    |

#### Wiederholungsspiele
| Datum            |                 | Ergebnis |                        |
| ---------------- | --------------- | -------- | ---------------------- |
| 22. Februar 1933 | Birmingham City | 3:0      | FC Middlesbrough       |
| 22. Februar 1933 | West Ham United | 1:0      | Brighton & Hove Albion |

### Sechste Hauptrunde
| Datum        |                 | Ergebnis |                 |
| ------------ | --------------- | -------- | --------------- |
| 4. März 1933 | FC Burnley      | 0:1      | Manchester City |
| 4. März 1933 | Derby County    | 4:4      | AFC Sunderland  |
| 4. März 1933 | FC Everton      | 6:0      | Luton Town      |
| 4. März 1933 | West Ham United | 4:0      | Birmingham City |

#### Wiederholungsspiel
| Datum        |                | Ergebnis |              |
| ------------ | -------------- | -------- | ------------ |
| 8. März 1933 | AFC Sunderland | 0:1      | Derby County |

### Halbfinale
Die beiden Spiele wurden am 18. März 1933 ausgetragen.
|                 | Ergebnis |                 | Ort           |
| --------------- | -------- | --------------- | ------------- |
| Manchester City | 3:2      | Derby County    | Huddersfield  |
| FC Everton      | 2:1      | West Ham United | Wolverhampton |

### Finale
| FC Everton                                  | FC Everton | Manchester City | Manchester City |
| ------------------------------------------- | --- | --- | --------------- |
| FC Everton                                  | \| Finale \| \| Samstag, 29. April 1933 in London (Wembley) \| \| Ergebnis: 3:0 (1:0) \| \| Zuschauer: 92.950 \| \| Schiedsrichter: Eddie Wood \| \| Spielbericht \|                     | \| Finale \| \| Samstag, 29. April 1933 in London (Wembley) \| \| Ergebnis: 3:0 (1:0) \| \| Zuschauer: 92.950 \| \| Schiedsrichter: Eddie Wood \| \| Spielbericht \|   | Manchester City |
| FC Everton                                  | Ted Sagar – Billy Cook, Warney Cresswell – Cliff Britton, Tommy White, Jock Thomson – Albert Geldard, James Dunn, Dixie Dean, Tommy Johnson, Jimmy Stein Cheftrainer: Thomas H. McIntosh | Len Langford – Sid Cann, Bill Dale – Matt Busby, Sam Cowan, Jackie Bray – Ernie Toseland, Bobby Marshall, Alec Herd, Jimmy McMullan, Eric Brook Cheftrainer: Wilf Wild | Manchester City |
| FC Everton                                  | 1:0 Jimmy Stein (41.) 2:0 Dixie Dean (52.) 3:0 James Dunn (80.) | | Manchester City |
| Finale                                      | | |                 |
| Samstag, 29. April 1933 in London (Wembley) | | |                 |
| Ergebnis: 3:0 (1:0)                         | | |                 |
| Zuschauer: 92.950                           | | |                 |
| Schiedsrichter: Eddie Wood                  | | |                 |
| Spielbericht                                | | |                 |